# Pusillina marginata
Pusillina marginata is een slakkensoort uit de familie van de Rissoidae. De wetenschappelijke naam van de soort is voor het eerst geldig gepubliceerd in 1832 door Michaud.